# 格洛丽亚·伊内斯·拉米雷斯

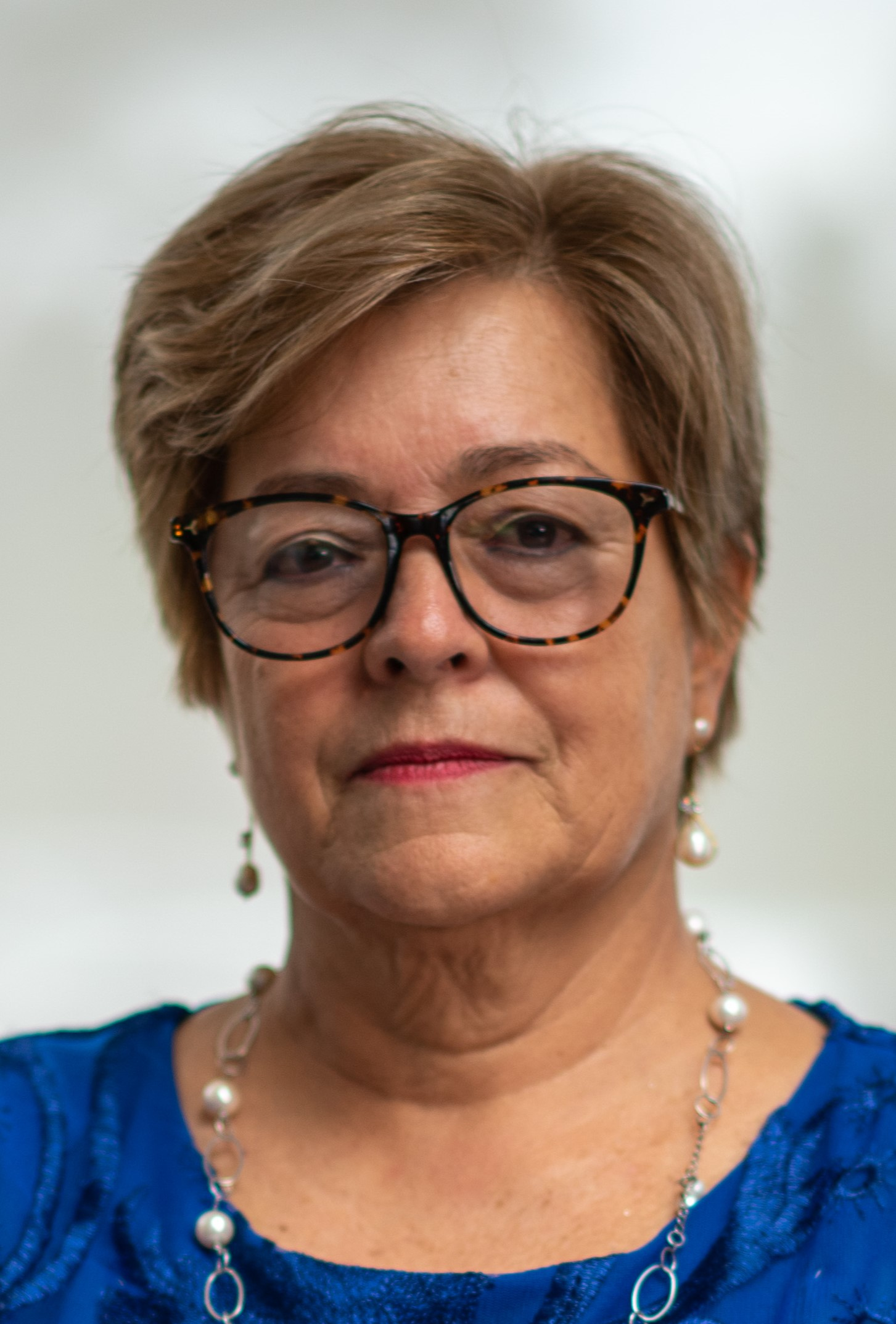
格洛丽亚·伊内斯·拉米雷斯

格洛丽亚·伊内斯·拉米雷斯·里奥斯（西班牙語：Gloria Inés Ramírez Rios；1956年6月8日—）是哥伦比亚的一个政治家、教师和工会活动家，隶属于哥伦比亚共产党。出生于卡尔达斯省菲拉德尔菲亚，毕业于佩雷拉科技大学。曾任哥伦比亚教育工作者联合会主席和工人中央联盟执行委员会委员。2006年—2014年，任哥伦比亚参议院议员。2022年8月11日至今，在古斯塔沃·佩特罗政府中担任劳工部长。